# Anthony Andrews
Anthony Andrews, właśc. Anthony Corin Gerald Andrews (ur. 12 stycznia 1948 w Londynie) – brytyjski aktor teatralny, filmowy i telewizyjny.

## Życiorys

### Wczesne lata
Urodził się w Finchley, dzielnicy London Borough of Barnet w północnym Londynie jako syn tancerki Geraldine Agnes (z domu Cooper) i aranżer i dyrygent dla BBC Stanleya Thomasa Andrewsa. Dorastał w dzielnicy North Finchley w Londynie. W wieku ośmiu lat podjął lekcje tańca, dzięki czemu zadebiutował jako Biały Królik w scenicznej adaptacji książki Lewisa Carrolla Alicja w krainie czarów.

### Kariera
Przez jakiś czas zajmował się cateringiem, rolnictwem i dziennikarstwem, zanim podjął pracę w Chichester Theatre jako asystent kierownika sceny, a później jako producent. W 1968 roku został obsadzony w roli Skinnera, jednego z dwudziestu uczniów w sztuce Alana Bennetta Czterdzieści lat (Forty Years On), którą opracował John Gielgud jako dyrektor brytyjskiej szkoły publicznej w okresie pierwszej wojny światowej.
W czerwcu 1977 roku otrzymał rolę Williama Andrew Philipa Bodiego w serialu kryminalnym ITV Zawodowcy (The Professionals), ale po trzech dniach kręcenia filmu, twórca i producent Brian Clemens czuł, że chemia między Andrewsem i Martinem Shaw (Doyle) nie działa i został zastąpiony w kolejnej części przez Lewisa Collinsa. W 1979 był główną gwiazdą serialu telewizyjnego ITV Niebezpieczeństwo UXB (Danger UXB), w którym grał brytyjskiego oficera saperów w czasie II wojny światowej podczas London Blitz.
Jego dorobek obejmuje wiodącą rolę Pana Sebastiana Flyte w Znowu w Brideshead (Brideshead Revisited, 1981), za którą w 1982 roku zdobył Złoty Glob, nagrodę BAFTA i był nominowany do nagrody Emmy. W Stanach Zjednoczonych, Andrews stał się najbardziej znany z tytułowej roli  postaci w Ivanhoe (1982) oraz jako sir Percy Blakeney w filmie Szkarłatny kwiat (The Scarlet Pimpernel, 1982) z Jane Seymour i Ianem McKellenem.
1 grudnia 1971 poślubił Georginę Simpson, z którą ma syna Joshuę i dwie córki Jessicę i Amy-Samanthę.

## Filmografia

### Filmy fabularne
- 1978: Romeo i Julia (Romeo & Juliet, TV) jako Mercutio
- 1978: Wiele hałasu o nic (Much Ado About Nothing, TV) jako Claudio
- 1982: Szkarłatny kwiat (The Scarlet Pimpernel, TV) jako sir Percy Blakeney
- 1982: Ivanhoe (TV) jako Wilfred z Ivanhoe
- 1983: Rosemary znaczy pamięć (Sparkling Cyanide) jako Tony Browne
- 1984: Pod wulkanem (Under the Volcano) jako Hugh Firmin
- 1987: Lekka kawaleria (The Lighthorsemen) jako major Richard Meinertzhagen
- 1988: Kobieta, którą kochał (The Woman He Loved) jako książę Walii
- 1988: Wojna Hanny (Hanna's War) jako McCormack
- 1988: Bluegrass (TV) jako Michael Fitzgerald
- 1991: Zaginiony na Syberii jako Andrew Miller
- 1995: Nawiedzony (Haunted) jako Robert Mariell
- 2000: David Copperfield (TV) jako pan Edward Murdstone
- 2010: Jak zostać królem (The King’s Speech) jako Stanley Baldwin

### Seriale TV
- 1968: Środowa sztuka (The Wednesday Play) jako Harry
- 1974-75: David Copperfield jako pan James Steerforth
- 1975: Schodami w górę, schodami w dół (Upstairs, Downstairs) jako Marquis of Stockbridge / Lord Robert Stockbridge
- 1981: Statek miłości (The Love Boat) jako Tony Selkirk
- 1981: Znowu w Brideshead (Brideshead Revisited) jako Sebastian Flyte
- 1985: Anno Domini (A.D.) jako Neron
- 1989: Columbo jako Elliott Blake
- 2003: Szpiedzy z Cambridge (Cambridge Spies) jako Jerzy VI Windsor
- 2006: Dom niespokojnej starości (Marple: By the Pricking of My Thumbs) jako Tommy Beresford
- 2012: Wojna i miłość (Birdsong) jako pułkownik Barclay

## Nagrody
- Złoty Glob
  - nominacja w kategorii najlepszy aktor drugoplanowy: 1983 Brideshead Revisited
- Nagroda BAFTA
  - w kategorii najlepszy aktor: 1982 Brideshead Revisited
- Nagroda Emmy
  - nominacja w kategorii najlepszy aktor drugoplanowy: 1982 Brideshead Revisited